# Draycot
Draycot – osada w Anglii, w hrabstwie Oxfordshire, w dystrykcie South Oxfordshire, w civil parish Tiddington-with-Albury. Leży 6 km od miasta Thame. W 1881 miejscowość liczyła 17 mieszkańców. Draycot jest wspomniana w Domesday Book (1086) jako Draicote.